# Jarosewichite
La jarosewichite è un minerale.